# Jürgen Säumel
Jürgen Säumel (Friesach, 8 september 1984) is een Oostenrijkse voetballer (middenvelder) die sinds januari 2011 voor de Duitse tweedeklasser MSV Duisburg uitkomt.
Säumel speelde sinds 2005 reeds 16 wedstrijden voor de Oostenrijkse nationale ploeg. Hij debuteerde op 17 augustus 2005 tegen Schotland (2-2).